# June Carlsson
June Barbro Carlsson Ekendahl (Estocolmo, 30 de enero de 1945-2015) fue una periodista, productora de medios y presentadora de noticias sueca. Es la primera presentadora de noticias de televisión de Suecia. Durante las décadas de 1970 y 1980, trabajó como reportera de noticias y presentadora en Sveriges Television.

## Biografía
June Carlsson nació el 30 de enero de 1945 en Estocolmo. Sus padres Barbro y Wilhelm Carlsson eran trabajadores de una tienda. Se graduó de Brännkyrka högre läroverk. Después de graduarse, comenzó su carrera como periodista de noticias en 1966 en Sveriges Radio. Después de unos años, se convirtió en la primera presentadora de noticias de televisión sueca que fue reclutada por Sveriges Television para presentar Aktuellt.
A principios de la década de 1980, participó en el programa de televisión Studio S. En 1986, June Carlsson participó en la creación del programa 20:00, junto con Lars Weiss. El programa fue transmitido en vivo los miércoles con June Carlsson como presentadora. En 1987, fundó su propia productora, June Carlsson Mediaproduktion AB.
En 1981, June Carlsson se casó con el periodista Staffan Ekendahl, con quien tuvo tres hijos. Murió en 2015 de cáncer de mama. Fue enterrada en el cementerio Täby kyrkbys södra en Täby.

## Filmografía
- 1969 – Åsa-Nisse i rekordform
- 1979 – Vad händer...?
- 1981 – Sopor
- 1981 – Babels hus